# Geirangerfjord

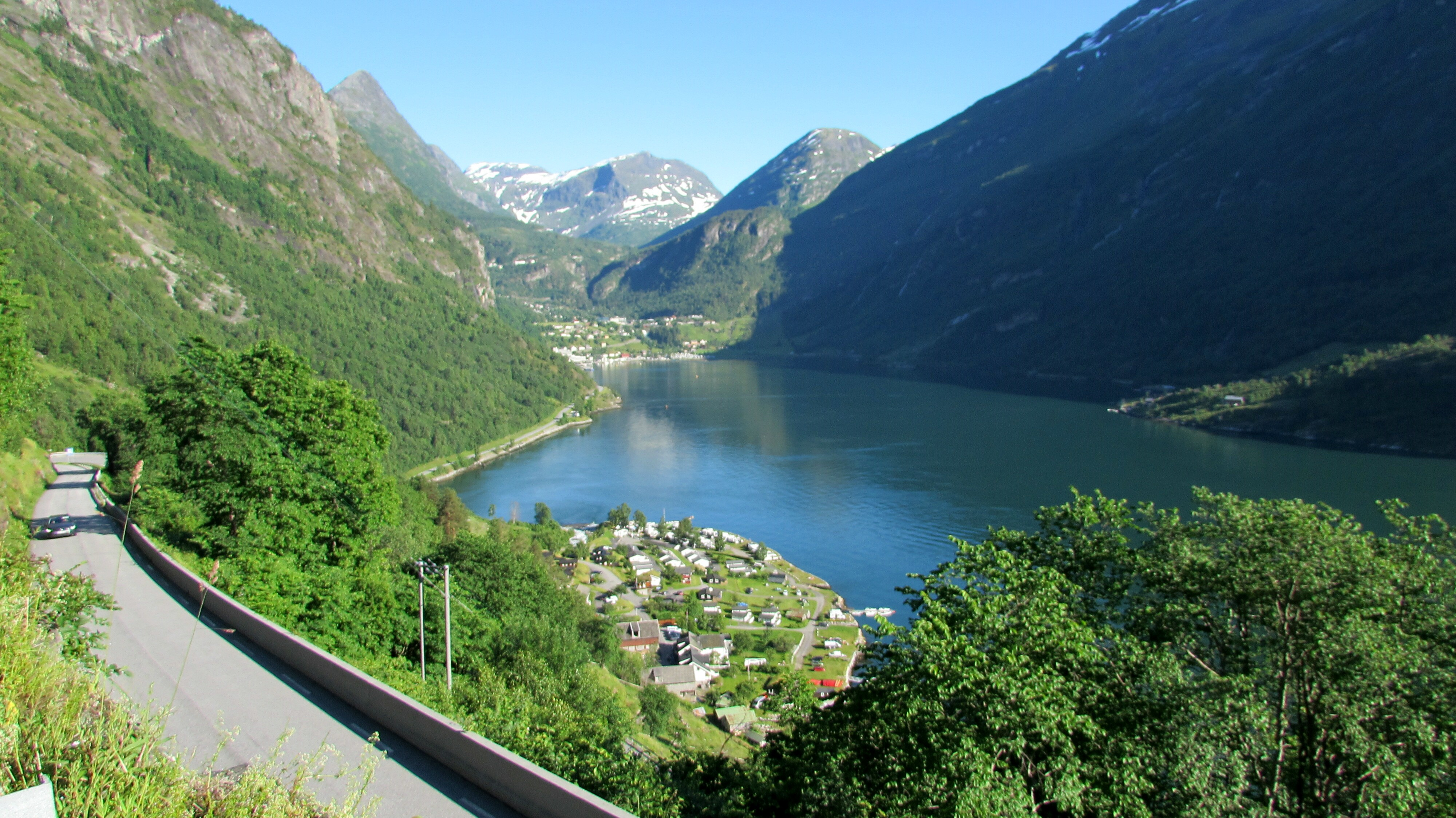
Blick auf Geiranger

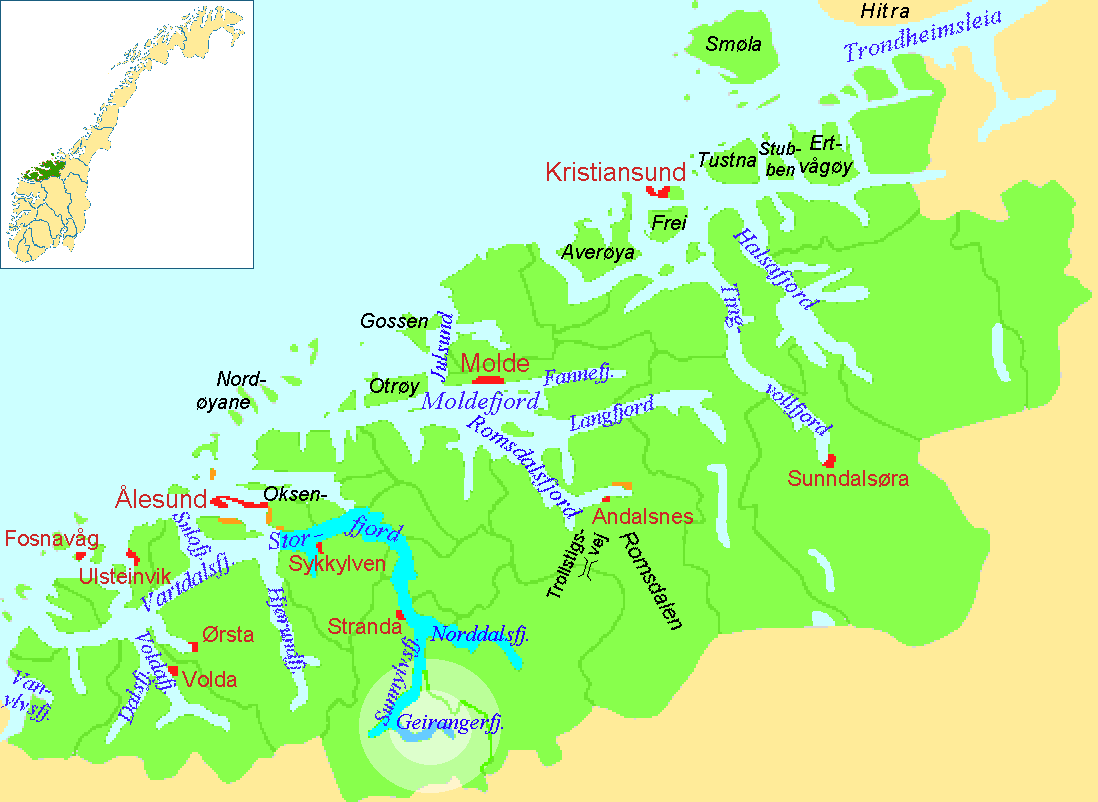
Lage des Geirangerfjords (dunkelblau) am Ende des Storfjords (leuchtend blau) im Fylke Møre og Romsdal

Der Geirangerfjord ist einer der bekanntesten Fjorde Norwegens und gehört seit dem 14. Juli 2005 zum UNESCO-Weltnaturerbe. Er liegt etwa 200 km (Luftlinie) nordöstlich von Bergen und ungefähr 280 km (Luftlinie) nordwestlich von Oslo in der Provinz Møre og Romsdal.
Er ist etwa 15 km lang und zwischen 0,6 und 1,3 km breit. Der Geiranger stellt eine Fortsetzung des Sunnylvsfjords dar, der wiederum ein Seitenarm des Storfjords ist. Am Ende des Geirangerfjords, etwa 100 km von der Küstenlinie entfernt, liegt der Ort Geiranger.
In Fachkreisen gelten der Nærøy- und Geirangerfjord als „naturhistorisches Laboratorium“, da sie ständig neue Erkenntnisse zur Landschaftsbildung und zu Effekten von Klimaänderungen liefern.

## Geografie, Landschaft und Geologie
Vor rund 2,5 Mio. Jahren schürften Flüsse tiefe Kerbtäler entlang geologischer Schwachstellen aus. Die Fjorde dieser Gegend entstanden, als die Gletscher der Quartäreiszeit diese Täler zu großen Trogtälern, mit außergewöhnlich hohen und steilen Felswänden formten, in denen sich nach dem Ende der Eiszeit Meerwasser ansammelte.
Der Geirangerfjord geht neben dem Tafjord und dem Sunnylvsfjord entlang der Wasserscheide aus dem Storfjord hervor. Die Fjorde gehen sehr steil, teilweise fast senkrecht in hochgebirgsartige Gebiete über. Auf den alpinen Gebirgsbereichen zwischen den Fjorden liegen einige fruchtbare Hochalmen mit großem kulturhistorischem Wert. Etliche Lawinenfelder, oftmals zwischen Laubwäldern gelegen, weisen einzigartige Ökosysteme mit seltenen Tierarten auf.

## Flora und Fauna
Der Artenreichtum der Pflanzenwelt ergibt sich durch die vielen unterschiedlichen Lebensräume sowie das außergewöhnlich milde Klima. Die ehemals kultivierten Landstücke bieten einen weiteren besonderen Lebensraum für einige Pflanzen.
Nicht zuletzt aufgrund der Pflanzenvielfalt leben in und um den Geirangerfjord zahlreiche Säugetiere wie Bergrentiere, Elche, Hirsche, Rehe, Polarfüchse, Luchse, Otter, Lemminge (oder Waldlemminge)  und Schweinswale, aber auch Fische, Insekten und über 100 Vogelarten, darunter der Weißrückenspecht und viele andere See-, Wat-, Wald- und Hochgebirgsvögel. Nicht wenige Tiere stehen auf der roten Liste gefährdeter Arten.

## Kulturgeschichte
Als die Gletscher in dieser Gegend vor rund 10.000 Jahren abschmolzen, fanden sich auch die ersten Siedler ein. Anhand von Tierfanggruben und Jagdverstecken konnte man die große Bedeutung der Rentierjagd zu dieser Zeit belegen.

## Fjordhöfe
An den steilen Abhängen des Fjords sind noch einige, heute verlassene, Bauernhöfe, teils in schwindelerregender Höhe, zu sehen, welche meist an vor Schnee- und Steinlawinen sicheren Orten erbaut wurden. Manche der heute teilweise restaurierten Gehöfte und Almhütten waren früher nur über Leitern zugänglich. Dennoch lohnte sich die Landwirtschaft damals in dieser Gegend, da durch das milde Klima mit im Sommer bis fast 20 Stunden Sonneneinstrahlung am Fjord sogar südländische Früchte, wie Aprikosen, geerntet werden konnten.
Heute zählen die Höfe zu den wichtigsten kulturhistorischen Stätten der Region. Die Organisation „Freunde des Storfjords“ sorgt mit großem Engagement dafür, dass diese Höfe restauriert und erhalten werden konnten.

### Skageflå
Der Hof Skageflå liegt auf der Südseite des Geirangerfjords in ca. 250 m ü. NN. Er wurde bereits 1917 aufgegeben, jedoch noch bis 1970 als Wiesenland bewirtschaftet. Man hat auf den Wiesen Heu getrocknet, welches mit Drahtseilwinden zum Fjord herabgelassen und von dort per Boot nach Homlong am Geirangerfjord gebracht wurde.
Die offizielle Plakette der UNESCO, die den Status des Geirangerfjords als Weltnaturerbe dokumentiert, wurde auf dem Hof Skageflå am 12. Juli 2006 von Königin Sonja enthüllt und signiert.
Heute kann man den Hof vom Fjord aus auf einem steilen Weg zu Fuß erreichen.

### Blomberg
Der Hof Blomberg liegt auf der Südseite des Geirangerfjords in ca. 452 m ü. NN. Er wurde 1947 verlassen. Er wurde innerhalb von fünf Jahren für ca. 2,6 Millionen NOK restauriert und befindet sich heute in einem guten Zustand.
Man kann den Hof über einen Weg, der in 28 Kurven am steilen Hang hinaufführt, vom Fjord aus erreichen.

### Knivsflå
Der Hof Knivsflå liegt auf der Nordseite des Geirangerfjords in ca. 250 m ü. NN beim Wasserfall „Die sieben Schwestern“. Er wurde im Jahre 1898 aufgegeben, da es in der Nähe einen gefährlichen Felsüberhang gibt, von dem man damals annahm, dass er bald abrutsche. Bis in die 1960er Jahre hat man den Hof als Wiesenland bewirtschaftet, das Heu getrocknet und mit Drahtseilwinden zum Fjord herabgelassen. Dort wurde es auf Ruderboote verladen und nach Geiranger gebracht.

## Tourismus

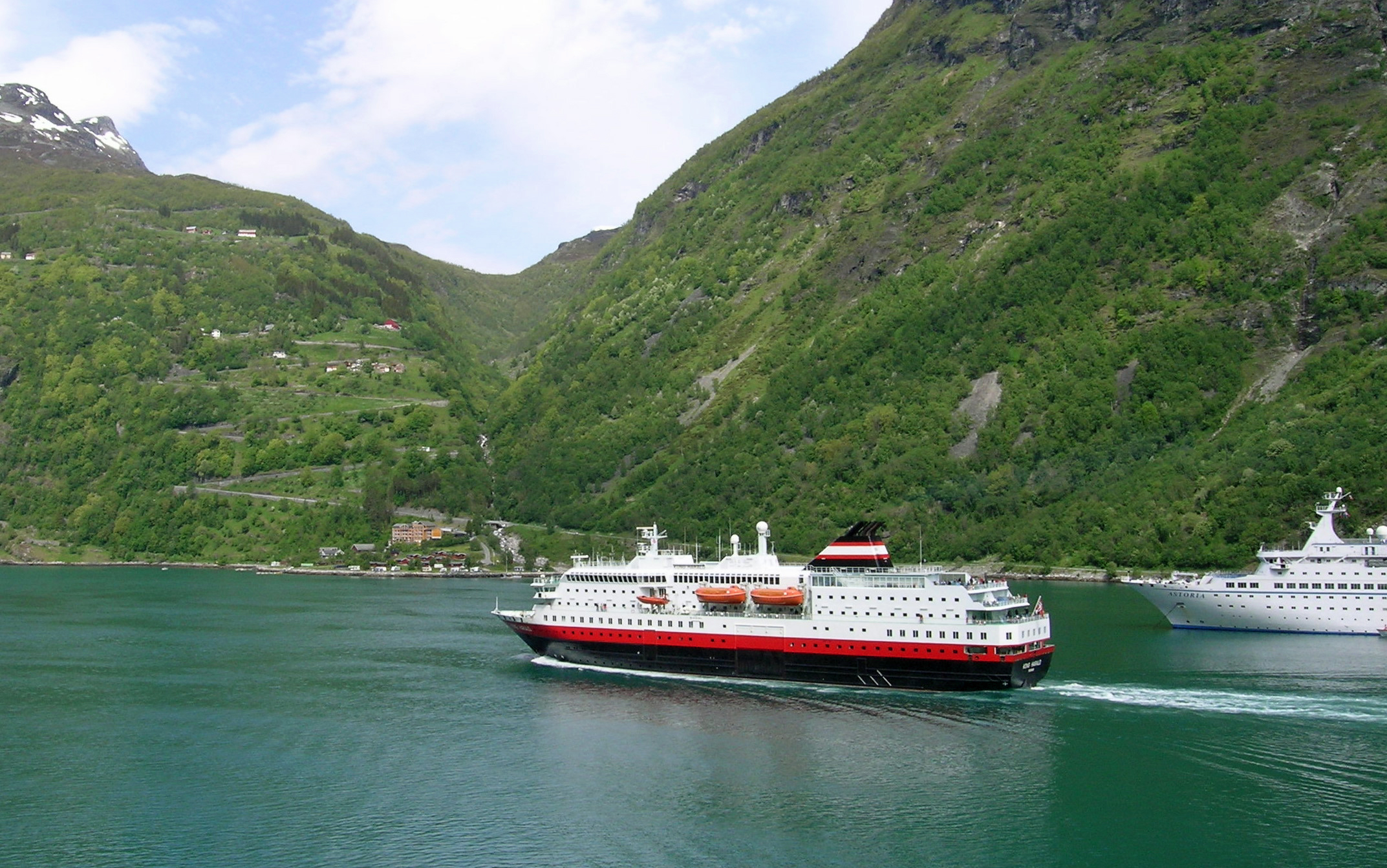
Die Kong Harald der Hurtigruten und die Astoria vor der Adlerstraße

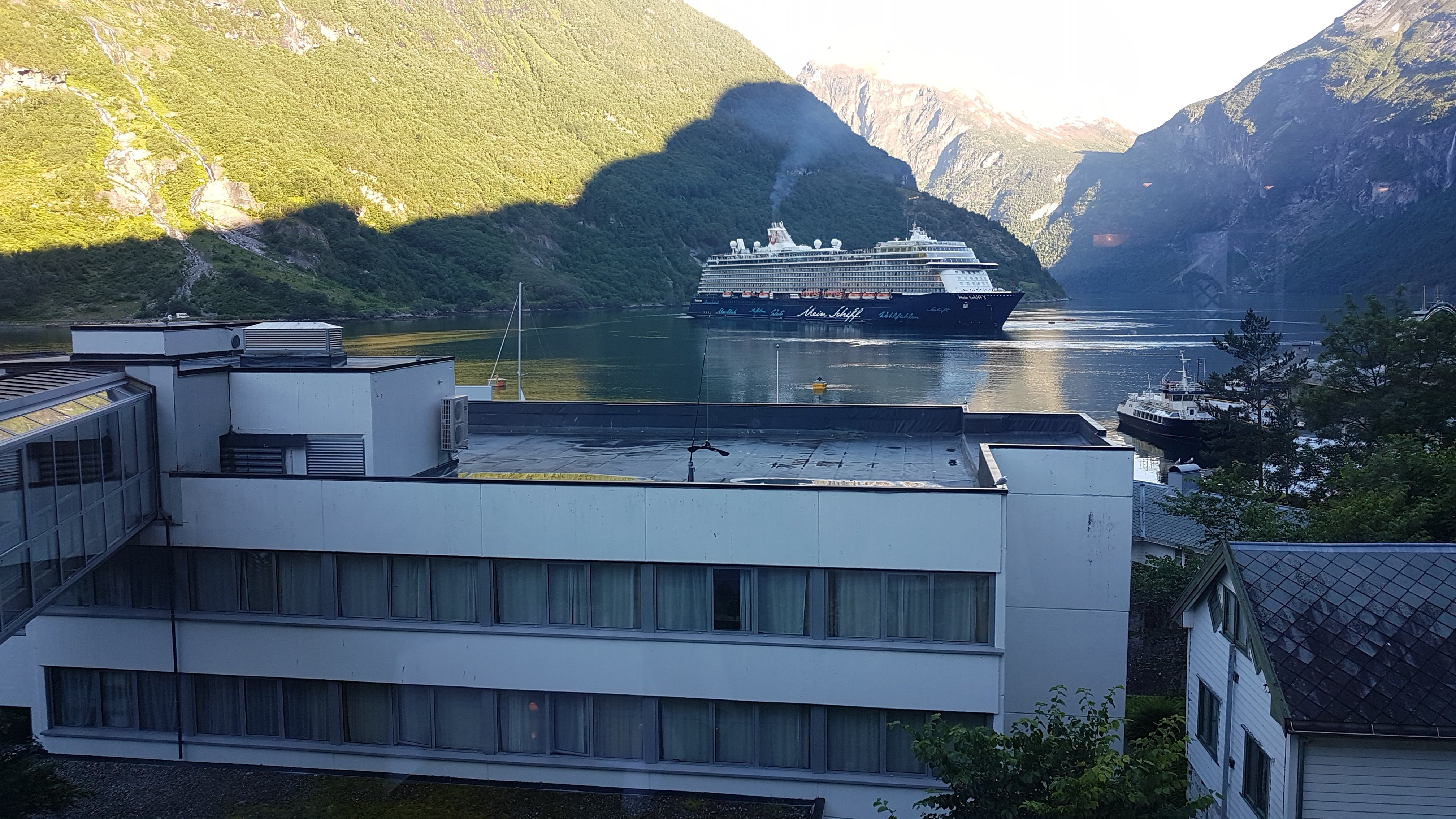
Kreuzfahrtschiff Mein Schiff 3 vor Geiranger

Eine besondere Touristenattraktion ist die Fahrt mit der Fähre Hellesylt-Geiranger oder einem der Schiffe der Hurtigruten, die im Sommer den Fjord befahren – im Winter ist dies aufgrund der Lawinen, die hohe Wellen verursachen können, nicht möglich. Sehenswert sind die Wasserfälle „Die sieben Schwestern“ (norweg.: De syv søstre) oder die Wasserfälle Freier, Brautschleier, Ljosurfossen, Bringefossen, Gjerdefossen oder Grinddalsfossen.
Eine weitere Sehenswürdigkeit ist auch die Fahrt auf der „Adlerstraße“ (norw.: Ørneveien) mit ihren elf Haarnadelkurven und der schönen Aussicht auf den Geirangerfjord. Neben Fahrten mit Fähren sind Wandern, Angeln und Kajaktouren populäre Aktivitäten der Reisenden.
Der Geirangerfjord ist insbesondere ein beliebtes Ziel für Kreuzfahrtschiffe. Ursprünglich war für 2026 ein Emissionsverbot für diese geplant, dieses soll nach einer Änderung im August 2024 nun erst 2032 in Kraft treten, für sehr kleine Kreuzfahrtschiffe mit einer Vermessung von weniger als 10.000 BRZ jedoch ab 2026.

## UNESCO-Weltnaturerbe
Zusammen mit dem Nærøyfjord wurde der Geirangerfjord 2005 zum UNESCO-Weltnaturerbe „Westnorwegische Fjorde“ (norw.: „Vestnorsk fjordlandskap“) erklärt. Begründet liegt dies in der Erfüllung gleich zweier naturschutzfachlicher Kriterien, da das Gebiet eine einzigartige Naturvielfalt, welche durch die Symbiose von Meer und Hochgebirge entstand, und eine weitestgehend von menschlichen Eingriffen unbeeinflusste Landschaft aufweist.
Das 1227 km² (davon 107 km² Wasserfläche) große Gebiet schließt die inneren Bereiche der Fjorde mit ein, die sich bis zu dem zentralen Gebirgsmassiv hinstrecken, welches Ostnorwegen geografisch von Westnorwegen trennt. Das Teilgebiet um den Geirangerfjord hat eine Größe von 518 km², das des Nærøyfjord eine Fläche von 709 km².
Das UNESCO-Komitee begründete die Entscheidung zur Aufnahme der Fjorde folgendermaßen:

„Die Westnorwegischen Fjorde repräsentieren klassische und vor allem besonders gut ausgeprägte Fjordtypen, die als typisches Beispiel für alle Fjorde der Welt anzusehen sind. Deren Mächtigkeit und Erhabenheit ist vergleichbar mit anderen Fjorden, die bereits in die Welterbeliste aufgenommen worden sind. Des Weiteren zeichnen sie sich durch ihre besonderen klimatischen und geologischen Verhältnisse aus. Das Gebiet weist alle Elemente der Prozesse zur Bildung zweier der längsten und tiefsten Fjorde der Welt auf.“

„Nærøy- und Geirangerfjord gelten als die mit Abstand schönsten Fjordlandschaften der Welt. Deren erhabene Natur kommt durch die schmalen, steil abfallenden Talwände zum Ausdruck, die sich von 500 m unter dem Meeresspiegel bis zu 1.400 m über dem Meeresspiegel erstrecken. Zahlreiche Wasserfälle stürzen sich die extrem steilen Felswände herab, und zahllose Wildbäche fließen von schneebedeckten Gipfeln, Gletschern und Gletscherseen durch Laub- und Nadelwälder hinunter in den Fjord. Die Vielfalt weiterer Naturphänomene zu Wasser und Land, wie unterseeische Moränen und Meeressäugetiere, verstärken das Naturerlebnis. Überreste alter, jetzt verlassener Bauernhöfe und Almhütten geben der dramatischen Naturlandschaft eine kulturelle Dimension, die den Wert dieses Gebietes unterstützen und verstärken.“

## Bildergalerie

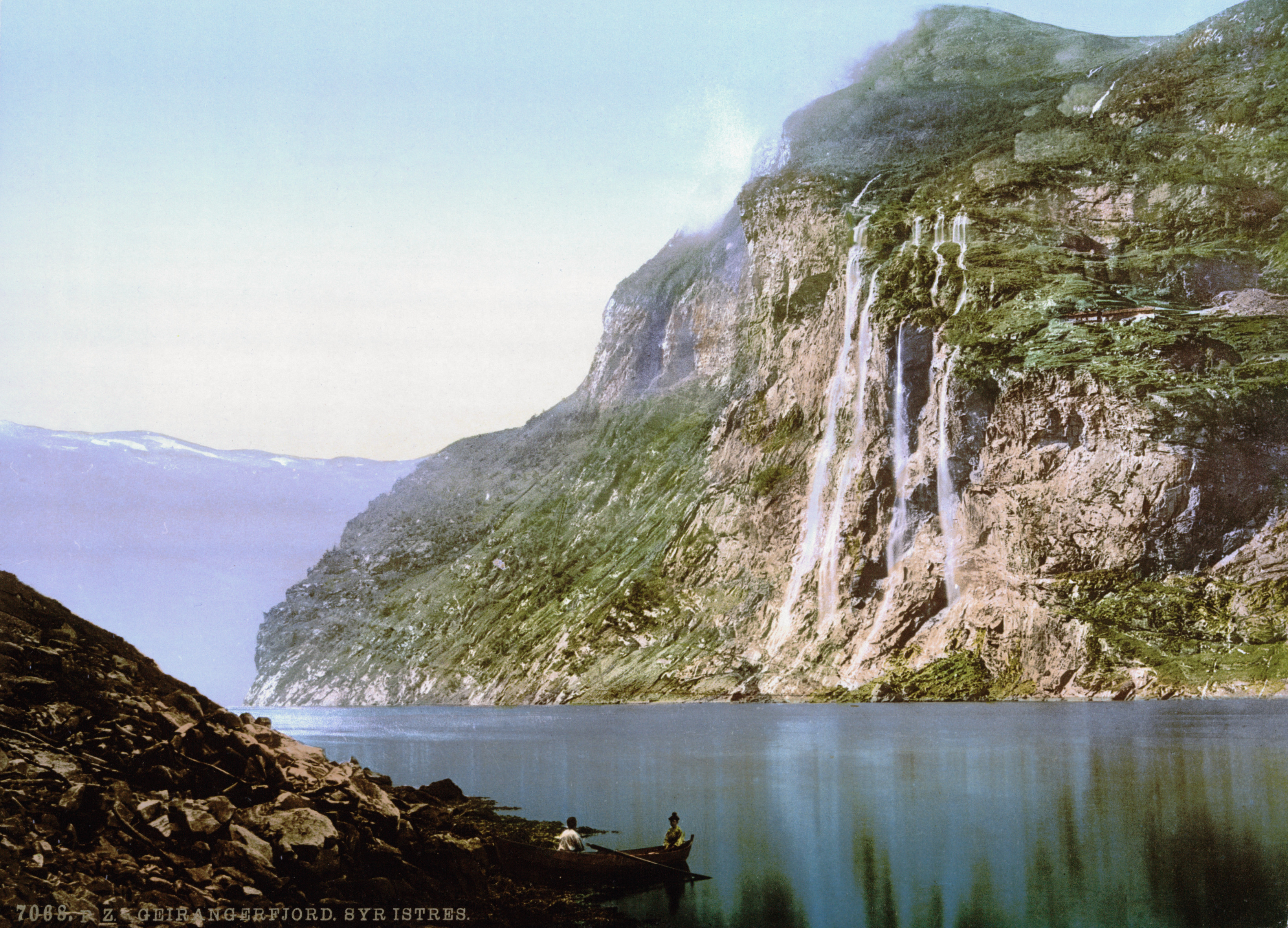
Wasserfälle Die sieben Schwestern im Geirangerfjord, um 1900
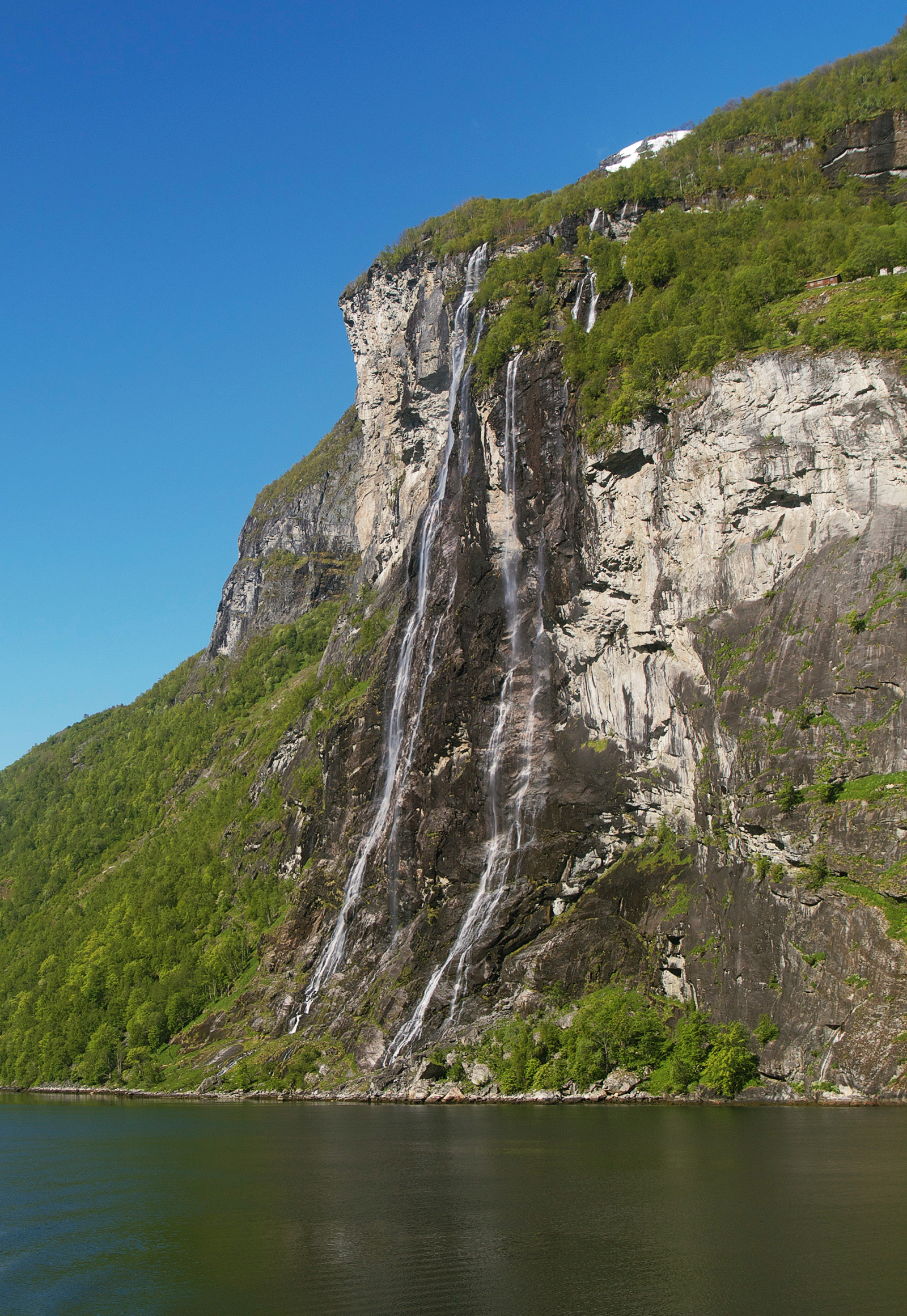
Wasserfälle Die sieben Schwestern im Geirangerfjord im Mai 2008
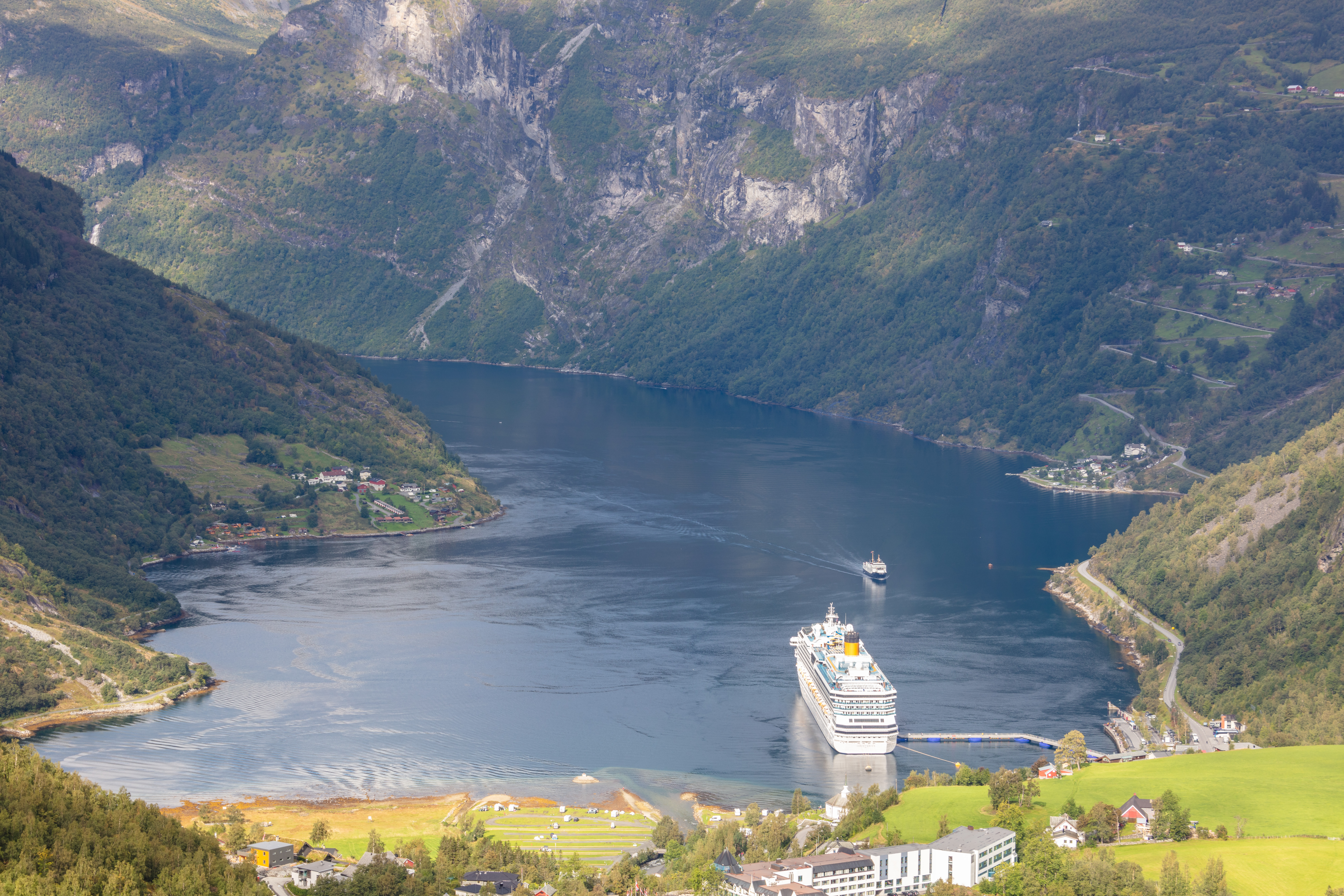
Blick auf Geiranger und den Geirangerfjord
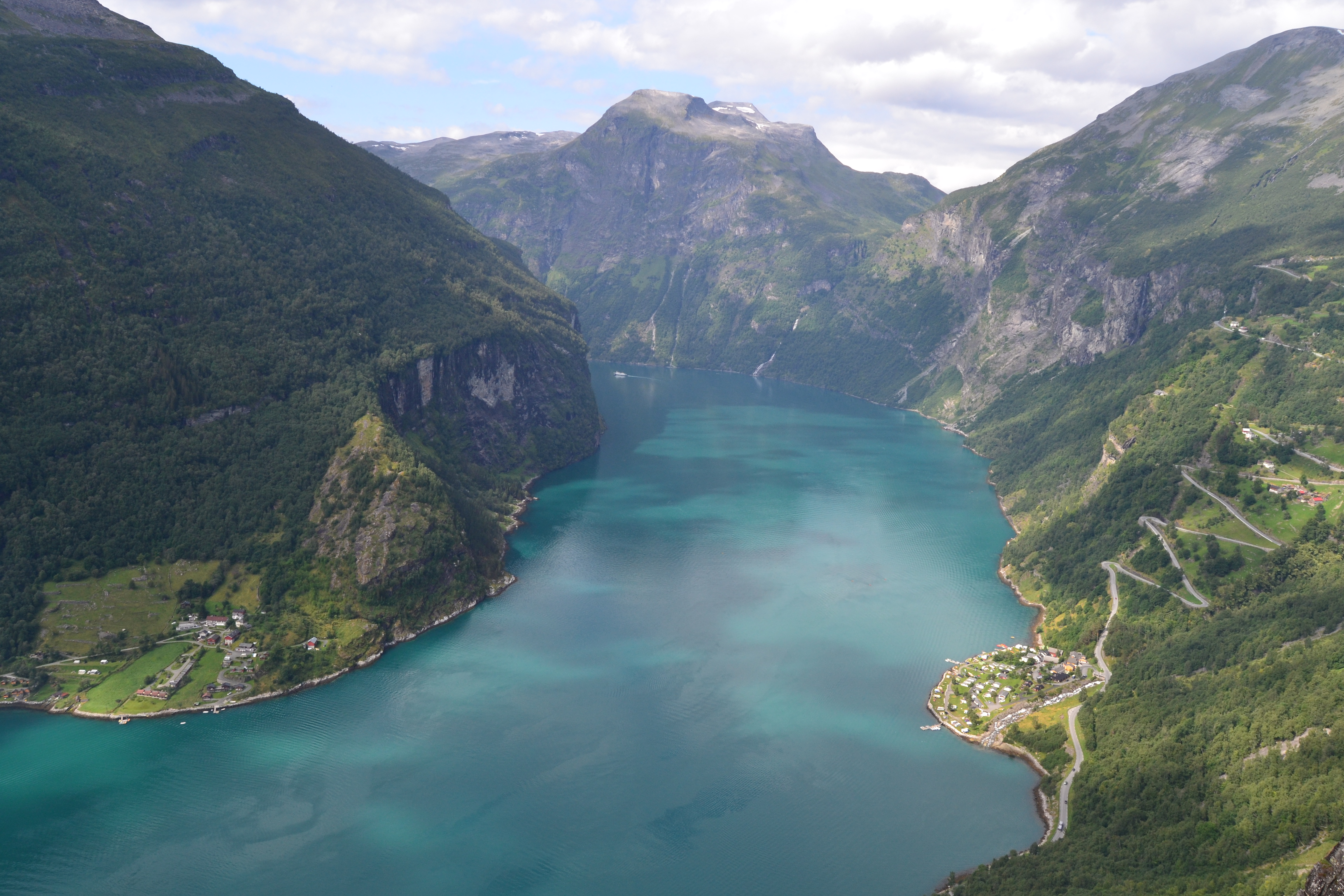
Blick von Løsta auf den Geirangerfjord
Panorama des Geirangerfjords von einer Position oberhalb von Skageflå. Das Panorama zeigt die Nordseite des Geirangerfjords in der Umgebung des Bergs Teinnosa in der Bildmitte. Links im Bild sind die Wasserfälle Die Sieben Schwestern zu sehen. Rechts neben den Sieben Schwestern befindet sich der Hof Knivsflå
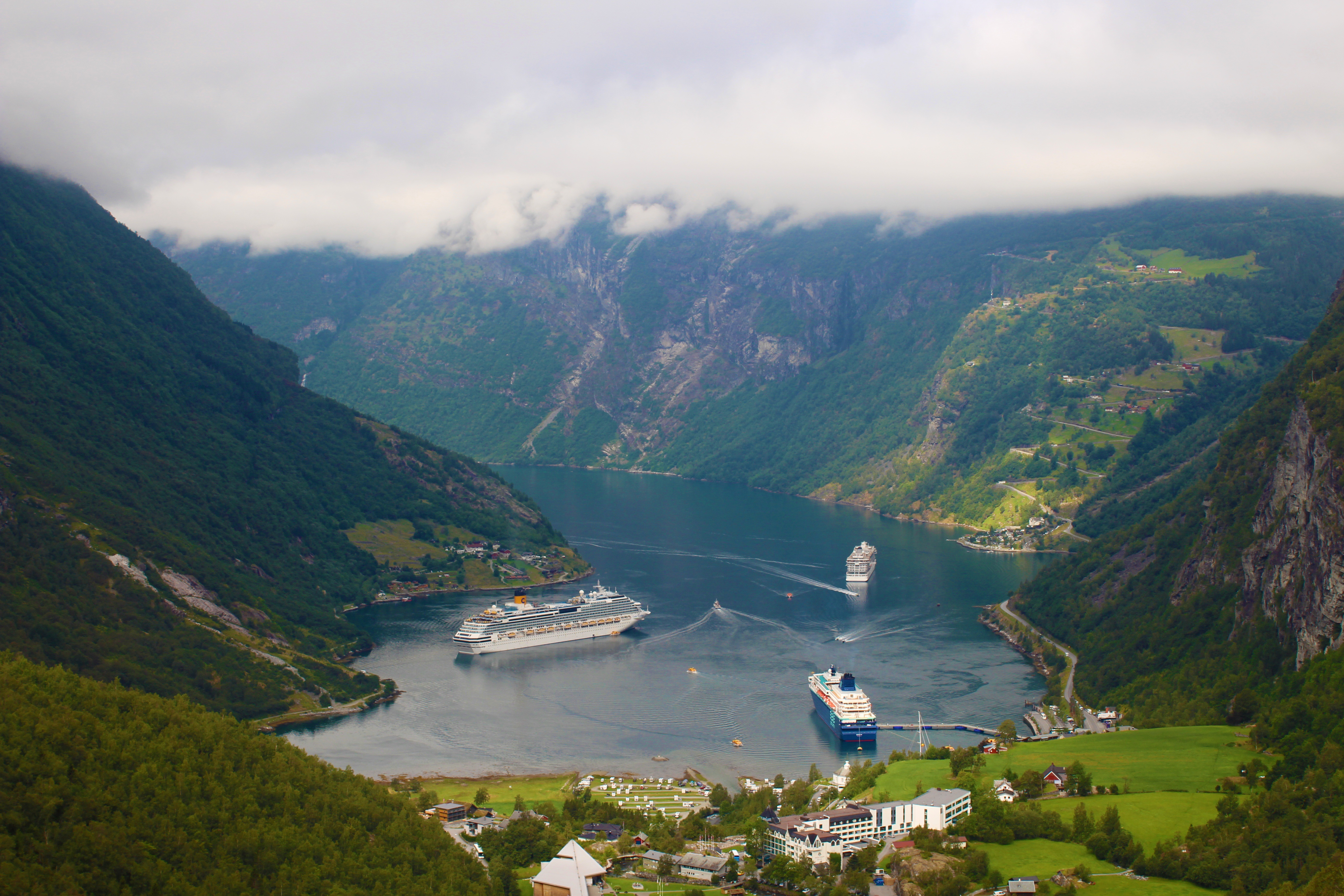
Kreuzfahrtschiffe im Geiranger Fjord